# Mário Lúcio da Silva Junior
Mário Lúcio da Silva Junior (Dourados, Brasil, 11 de diciembre de 1989) es un futbolista brasilero. Juega de Mediocampista y su equipo actual es el NK Istra 1961 de la Prva HNL.

## Clubes
| Club             | País    | Año           | PJ | Goles |
| ---------------- | ------- | ------------- | -- | ----- |
| Guarani          | Brasil  | 2009 - 2010   | 39 | 1     |
| Santa Cruz       | Brasil  | 2011          | 18 | 1     |
| Mogi Mirim       | Brasil  | 2012          | 2  | 0     |
| Sete de Setembro | Brasil  | 2016          | 7  | 0     |
| NK Istra 1961    | Croacia | 2016-presente | 24 | 1     |